# Sphenocratus megacephalus
Sphenocratus megacephalus är en insektsart som först beskrevs av Oshanin 1879.  Sphenocratus megacephalus ingår i släktet Sphenocratus och familjen Dictyopharidae. Inga underarter finns listade i Catalogue of Life.